# 明海大學
明海大学是一所本校區位於日本國千葉縣的私立大學。通常簡稱為明海大或明海。

## 簡史
1970年，創立名為城西歯科大学。而在1988年，加設外國語部，和經濟學部。隨後改名為明海大學。
专业扩充后的明海大学拥有牙医系专业和文科专业两个校区，其中文科以不动产专业为特色，是日本唯一开设不动产专业的大学。

## 校名
期望培育出創造性，合理性，社會性集一身的人才，並能在國際社會上活躍。因位處千葉縣明海，因而取名。而原校名與相似校名的城西大學並無關係。

## 教學中心

### 学部
- 牙齒醫學院
  - 牙齒醫學系
- 外語學院:因考慮學生未來，分設三系。 
  - 日本語系
  - 美語系
  - 中文系
- 經濟學院
  - 經濟學系
- 不動產管理學院
  - 不動產管理學系
- 觀光學院
  - 觀光學系

### 大学院
- 应用语言学研究科
- 经济学研究科
- 不动产学研究科
- 牙医学研究科

## 附属设施
- 明海大学医院
- PDI埼玉歯科診療所
- PDI東京歯科診療所
- PDI浦安歯科診療所